# قائمة حروب سوريا
تمتلك سوريا تاريخًا عسكريًا عريقًا منذ العصور القديمة، كما خاضت الدولة السورية الحديثة العديد من الحروب والمعارك والمعارك منذ إعلان الاستقلال عن الدولة العثمانية في عام 1920، نتيجة لما تتمتع به البلاد من موقع متميز جعلها مطمعًا للقوى الخارجية الراغبة في السيطرة عليها، وكذلك كنتيجة لاندلاع الصراع العربي الإسرائيلي وما خلفه من حروب منذ عام 1948، حيث كانت سوريا دوما طرفًا مباشرًا في هذه الحروب في مواجهة إسرائيل خلال الفترة الممتدة من عام 1948 وحتى 1973، الأمر الذي جعل القوات المسلحة العربية السورية منذ تأسيسها في عام 1946 في أعقاب إنهاء الانتداب الفرنسي واستقلال البلاد نهائيًا تمثل أحد أهم الجيوش العربية وواحدة من دعائم الأمن القومي العربي.

## حروب سوريا منذ إعلان الاستقلال عن الدولة العثمانية عام 1920
| النزاع                                       | سوريا وحلفائها | الخصوم | النتيجة | رأس الدولة        |
| -------------------------------------------- | --- | --- | --- | ----------------- |
| الحرب الفرنسية السورية (1920)                | المملكة العربية السورية | فرنسا | هزيمة - توطيد الانتداب الفرنسي على سوريا ولبنان. | فيصل الأول        |
| الثورة السورية الكبرى (1925–1927)            | المملكة العربية السورية | فرنسا | هزيمة - القوات الفرنسية تقضي على الثورة. | لا يوجد(1)        |
| الحرب العربية الإسرائيلية الأولى (1948–1949) | مصر · العراق · الأردن · سوريا · لبنان · السعودية · جيش الجهاد المقدس · جيش الإنقاذ العربي                                                                                              | إسرائيل | هزيمة - توقّف الهجوم العربي، فشل التعبئة العسكرية والاستراتيجية العربية. - هدنة 1949؛ إسرائيل تستولي على الأراضي المخصصة لها بموحب قرار تقسيم فلسطين إضافة إلى استيلائها على 50% من الأرض المخصصة للدولة العربية الفلسطينية. - ضم الضفة الغربية من قبل الأردن وإدارة قطاع غزة من قبل مصر. | شكري القوتلي      |
| حرب 1967 (1967)                              | مصر · سوريا · الأردن · العراق · لبنان · السودان · الجزائر | إسرائيل | هزيمة - احتلت إسرائيل قطاع غزة وسيناء والضفة الغربية ومرتفعات الجولان. | نور الدين الأتاسي |
| أيلول الأسود (1970)                          | منظمة التحرير الفلسطينية · سوريا | الأردن | هزيمة - إخراج منظمة التحرير الفلسطينية إلى لبنان، والانسحاب العسكري السوري. | نور الدين الأتاسي |
| حرب أكتوبر (1973)                            | مصر · سوريا (2) · العراق · الأردن · الجزائر · كوبا · المغرب · تونس · السعودية · الكويت · ليبيا · السودان                                                                               | إسرائيل | انتصار عربي، أدّى إلى هُدنة في ظل وجود أراض عربية محتلة، علما بأن كلا الطرفين ادعيا النصر - نجحت مصر في تدمير خط بارليف واستعادة أجزاء من شبه جزيرة سيناء. - استعادت سوريا مدينة القنيطرة ودمرت خط آلون. - توقّف الهجوم العربي على إسرائيل، بموجب وقف إطلاق النار برعاية الأمم المتحدة. - اتفاقية فك الاشتباك الأولى ثم اتفاقية فك الاشتباك الثانية على الجبهة المصرية. - مؤتمر جنيف (1973) واتفاق سيناء المؤقت. - اتفاقية فك الاشتباك بين سوريا وإسرائيل على الجبهة السورية. - استكمال تحرير سيناء بموجب معاهدة السلام المصرية الإسرائيلية. | حافظ الأسد        |
| الانتفاضة الإسلامية في سوريا (1979–1982)     | الحكومة السورية | الإخوان المسلمون | انتصار - حظر جماعة الإخوان المسلمون. | حافظ الأسد        |
| الحرب الأهلية اللبنانية (1976–1990)          | سوريا · قوات الردع العربية · الجبهة اللبنانية (إلى غاية 1976) الحركة الوطنية اللبنانية (from 1976) · جبهة المقاومة الوطنية اللبنانية · حركة أمل · منظمة التحرير الفلسطينية (1978-1983) | الحركة الوطنية اللبنانية (إلى غاية 1976) · منظمة التحرير الفلسطينية (1976 and 1985) الجبهة اللبنانية · إسرائيل · جيش لبنان الجنوبي الولايات المتحدة · فرنسا · إيطاليا (1987) | انتصار - الوصاية السورية على لبنان (إلى غاية 2005). - اتفاق الطائف، وخفض نزع السلاح في السياسة عن الميليشيات اللبنانية والنفوذ الماروني - إبعاد منظمة التحرير الفلسطينية عن لبنان. - الاحتلال الإسرائيلي لجنوب لبنان حتى عام 2000. | حافظ الأسد        |
| حرب الخليج الثانية (1990–1991)               | الكويت · الولايات المتحدة · المملكة المتحدة · السعودية · فرنسا · كندا · مصر · سوريا · المغرب · سلطنة عمان · قطر                                                                        | العراق | انتصار - الانسحاب العراقي من الكويت، بقاء الأمير الكويتي جابر الأحمد الصباح. - خسائر فادحة وتدمير البنية التحتية العراقية والكويتية. | حافظ الأسد        |
| الحرب الأهلية السورية (2011–2024)            | الحكومة السورية - المقاومة السورية - قوات الدفاع الوطني إيران | الجيش السوري الحر · الجبهة الإسلامية · جبهة النصرة · جيش المجاهدين داعش "الإدارة الذاتية لشمال وشرق سوريا"                                                                   | جمود انتصار الجيش السوري الحر واسقاط الرئيس بشار الأسد واسقاط نظام حزب البعث في سوريا بقيادة الرئيس احمد الشرع يوم 8 ديسمبر 2024 أهم الاحداث: - مجزرة جمعة أطفال الحرية - مجزرة القبير - حصار حماة (2011) - حصار حمص - اجتياحات ريف دمشق - مجزرة سجن حماة (2011) - معركة حلب (2024) - هجوم حمص (2024) - هجوم جنوب سوريا (2024) - هجوم تدمر 2024 - معركة دمشق (2024) | بشار الأسد        |

## هوامش
1 تمت قيادة الثورة السورية الكبرى من المُقاوم سلطان باشا الأطرش.
2 مصر، سوريا وليبيا كان لهم العلم ذاته في 1972، وقد تم اعتماد العلم الحالي في 1980.